# الأردن في الألعاب البارالمبية الصيفية 2012
شارك الأردن في دورة الألعاب البارالمبية الصيفية لعام 2012 التي أقيمت في لندن، المملكة المتحدة في الفترة من 29 أغسطس إلى 9 سبتمبر 2012.
خلال تلك المشاركة، ألقي القبض على ثلاثة من أعضاء الفريق الأردني، لاعبي رفع أثقال ومدرب، بعد أن تقدمت أربع فتيات من أيرلندا الشمالية بشكاوى تزعم تعرضهن للاعتداء الجنسي من قبل الرجال. أُفرج عن المتهمين بكفالة بعد أن وعد مسؤول بالسفارة بإعادتهم لمواجهة تهم الاعتداء الجنسي. وسُحب الرجال الثلاثة من الفريق في وقت لاحق. أحدهم، رافع الأثقال، عمر قراضي ، اعترف لاحقًا بأنه مذنب بارتكاب اعتداء جنسي ، وحُكم عليه بالسجن 12 شهرًا مع وقف التنفيذ.

## ألعاب القوى
المنافسات الميدانية للرجال
| الرياضي      | المنافسة         | المسافة | النقاط | الترتيب |
| ------------ | ---------------- | ------- | ------ | ------- |
| عامر العبادي | دفع الجلة F57-58 | 12.93   | 758    | 11      |
| عامر العبادي | رمي القرص F57-58 | 41.32   | 657    | 14      |
| عابد الرمحي  | الوثب الطويل F13 | 5.66    | -      | 11      |
| جميل الشبلي  | دفع الجلة F57-58 | 13.58   | 954    | 4       |

## رفع الاثقال
الرجال
| الرياضي        | المنافسة  | النتيجة | الترتيب |
| -------------- | --------- | ------- | ------- |
| حيدرة الكواملة | + 100 كجم | 215     | 7       |

السيدات
| الرياضية    | المنافسة | النتيجة | الترتيب |
| ----------- | -------- | ------- | ------- |
| فاطمة علاوي | -52 كجم  | 85      | 6       |

## تنس طاولة
السيدات
| اللاعبة                                | المنافسة  | مرحلة المجموعة                            | مرحلة المجموعة                        | مرحلة المجموعة | دور 16        | ربع النهائي          | نصف النهائي            | النهائي                                                      | النهائي        |
| اللاعبة                                | المنافسة  | الخصم النتيجة                             | الخصم النتيجة                         | المركز         | الخصم النتيجة | الخصم النتيجة        | الخصم النتيجة          | الخصم النتيجة                                                | المركز         |
| -------------------------------------- | --------- | ----------------------------------------- | ------------------------------------- | -------------- | ------------- | -------------------- | ---------------------- | ------------------------------------------------------------ | -------------- |
| مها البرغوثي                           | فردي C1-2 | رينا ماكارون روني (جزيرة أيرلندا) · L 2-3 | إيزابيل لافايي مارزيو (فرنسا) · L 0-3 | 3              | —             | —                    | لم تحزر تقدماً          | لم تحزر تقدماً                                                | لم تحزر تقدماً  |
| فاطمة العزام                           | فردي C4   | Peric-Rankovic (صربيا) · L 0-3            | جي نام جونغ (كوريا الجنوبية) · W 3-0  | 2              | —             | —                    | لم تحرز تقدماً          | لم تحرز تقدماً                                                | لم تحرز تقدماً  |
| ختام أبو عوض                           | فردي C5   | مارتا ماكيشي (الأرجنتين) · W 3-0          | كيمي بيسشو (اليابان) · W 3-0          | 1 Q            | —             | —                    | غاي غو (الصين) · L 1-3 | مباراة الميدالية البرونزية · إنغيلا لوندباك (السويد) · L 2-3 | 4              |
| مها البرغوثي فاطمة العزام ختام أبو عوض | فرق C4-5  | —                                         | —                                     | —              | Bye           | السويد (SWE) · L 0-3 | لم يحرزن تقدماً         | لم يحرزن تقدماً                                               | لم يحرزن تقدماً |

## أنظر أيضاً
- الأردن في دورة الالعاب الاولمبية الصيفية 2012